# Sonaguera
Sonaguera – gmina (municipio) w północnym Hondurasie, w departamencie Colón. W 2010 roku zamieszkana była przez ok. 38,3 tys. mieszkańców. Siedzibą administracyjną jest Sonaguera.

## Położenie
Gmina położona jest w zachodniej części departamentu. Graniczy z 6 gminami:
- Balfate od północy,
- Trujillo i Tocoa od wschodu,
- Sabá od południa,
- Jutiapa i Olanchito od zachodu.

## Demografia
Według danych honduraskiego Narodowego Instytutu Statystycznego na rok 2010 struktura wiekowa i płciowa ludności w gminie przedstawiała się następująco:
| Wiek      | 0–3   | 4–6   | 7–12  | 13–17 | 18–24 | 25–64  | 65+   | razem  |
| Sonaguera | 4 288 | 3 068 | 6 038 | 5 130 | 5 530 | 12 616 | 1 679 | 38 348 |
| Mężczyźni | 2 206 | 1 614 | 3 120 | 2 694 | 2 782 | 6 124  | 859   | 19 399 |
| Kobieta   | 2 082 | 1 454 | 2 918 | 2 436 | 2 748 | 6 492  | 820   | 18 949 |

W 2001 gminę zamieszkiwało 34 197 osób, w tym 17 130 mężczyzn (50,1% populacji gminy) i 17 067 kobiet (49,9%), w 7863 mieszkaniach. Wówczas mieszkańcy gminy stanowili 15,68% populacji departamentu oraz 0,56% populacji kraju.

## Toponimia
Historycznie rejon Sonaguery był obszarem powtarzających się ruchów wojennych, przez co nazywany był strefą wojny. Stąd później wynikła nazwa gminy – Sonaguera (zona – strefa, guerra – wojna).

## Historia
Miejscowość Sonaguera według aktu chrztu powstała w 1536 pod nazwą Señoría. Zamieszkiwana była przez rdzennych mieszkańców regionu, którzy z czasem wyemigrowali z powodu stałych ataków piratów. W spisie ludności z 1791 figuruje jako Parafia Sonaguera (Curato de Sonaguera). Do rangi municipio została podniesiona w 1887. W spisie ludności z tego roku widnieje również jako siedziba dystryktu.

## Administracja
Alkadem gminy od 2014 jest Yefrey Miguel López Ocampo. Funkcję wicealkada pełni Olivia del Carmen Zelaya Ardón. W skład rady gminy wchodzą: José Adolfo Alvarado Noriega, Leonardo Joaquín Alvarado Ayala, Elvin Alexander del Cid Menjivar, Julio Constantino Ramos, Wilfredo Santiago Sabio Cacho, Avilio Medina Nataren, Juan Alberto Sauceda Cardona, José Clemente Munguía Antúnez.
Stanowi jedną z 10 gmin departamentu. W systemie HASC (hierarchical administrative subdivision codes) gmina oznaczona jest kodem HN.CL.SO.

## Edukacja
Na obszarze gminy funkcjonują 142 państwowe ośrodki edukacyjne oraz 8 w zarządzaniu osób prywatnych.